# Маасейк (окръг)
Маасейк (на нидерландски: Maaseik) е окръг в Северна Белгия, провинция Лимбург. Площта му е 884 km², а населението – 240 511 души (по приблизителна оценка от януари 2018 г.). Административен център е град Маасейк.